# The Berlin File
The Berlin File (en hangul, 베를린) es una película de suspense surcoreana de 2013 dirigida y escrita por Ryoo Seung-wan. Protagonizada por Ha Jung-woo y Jun Ji Hyun.

## Sinopsis
Un agente norcoreano es traicionado por los hombres de su propia embajada en Berlín, mientras que su esposa, traductora del cónsul norcoreano es sospechosa de ser una agente doble.

## Reparto
- Ha Jung-woo como Pyo Jong-sung.[10][11]
- Han Suk-kyu como Jung Jin Soo.[12][13]
- Ryoo Seung-bum como Dong Myung Soo.[14][15]
- Jun Ji Hyun como Ryun Jung Hee.[16][17][18][19][20]
- Lee Geung-young como Ri Hak Soo (embajador de Corea del Norte).
- John Keogh como Marty (agente de la CIA).
- Numan Açar como Abdul.
- Pasquale Aleardi como Dagan Zamir (agente del Mosad).
- Choi Moo-sung como Kang Min-ho.[21]
- Kwak Do Won como Chung Wa Dae.
- Kim Seo Hyung como secretario de la embajada norcoreana.
- Thomas Thieme como Siegmund.
- Tayfun Bademsoy como Assim.
- Werner Daehn como Yuri (contrabandista de armas).

## Lanzamiento
Fue estrenada el 31 de enero de 2013 en Corea del Sur y el 15 de febrero de 2013 en algunos cines de Estados Unidos y Canadá.

## Premios y nominaciones
| Año  | Categoría         | Premio              | Nominado    | Resultado |
| ---- | ----------------- | ------------------- | ----------- | --------- |
| 2013 | Best Actor (Film) | Baeksang Arts Award | Ha Jung-woo | Ganó      |